# Cécile de France
Pour les articles homonymes, voir Cécile de France (homonymie) et France (homonymie).
Cécile de France, née le 17 juillet 1975 à Namur, est une actrice belge.
Elle a notamment reçu le César du meilleur espoir féminin pour L'Auberge espagnole, de la meilleure actrice dans un second rôle pour Les Poupées russes, ainsi que cinq nominations au César de la meilleure actrice.

## Biographie

### Jeunesse et formation (1975-2000)
Cécile de France est née et a grandi à Namur. Ses parents, « à l'âme bohème », étaient les tenanciers du café Le Vieux Clocher à Namur,, un QG des artistes, fréquenté notamment par Benoît Poelvoorde. En 1990, à l'âge de 15 ans, elle commence à prendre des cours de comédie avec Jean-Michel Frère pour qui elle jouera dans le spectacle du nom de SC35C en 2001. En 1992, elle suit des cours d'art dramatique avec Jean-Paul Denizon, acteur et assistant du metteur en scène britannique, Peter Brook.
Reçue au concours de l'École nationale supérieure des arts et techniques du théâtre de Lyon, elle suit de 1995 à 1998 une formation de comédienne. Après son diplôme de fin d'études, elle est remarquée par l'agent de stars Dominique Besnehard de l'agence Artmedia.

### Révélation (2001-2003)
Richard Berry lui offre le premier rôle féminin dans la comédie sentimentale L'Art (délicat) de la séduction où elle joue Laure, dont Patrick Timsit tombe amoureux. On la retrouve en 2000 comme caissière de McDonald's dans le clip J'pète les plombs de Disiz.
Elle enchaîne avec Irène et encore le film à gros succès L'Auberge espagnole (2002) de Cédric Klapisch avec Romain Duris, Judith Godrèche, Audrey Tautou, Kelly Reilly, tout en jouant au théâtre, dans des courts métrages et à la télévision.
Le succès du film d'horreur Haute Tension, d'Alexandre Aja, en 2003, la fait connaître dans le monde.

### Confirmation critique et commerciale (2004-2009)

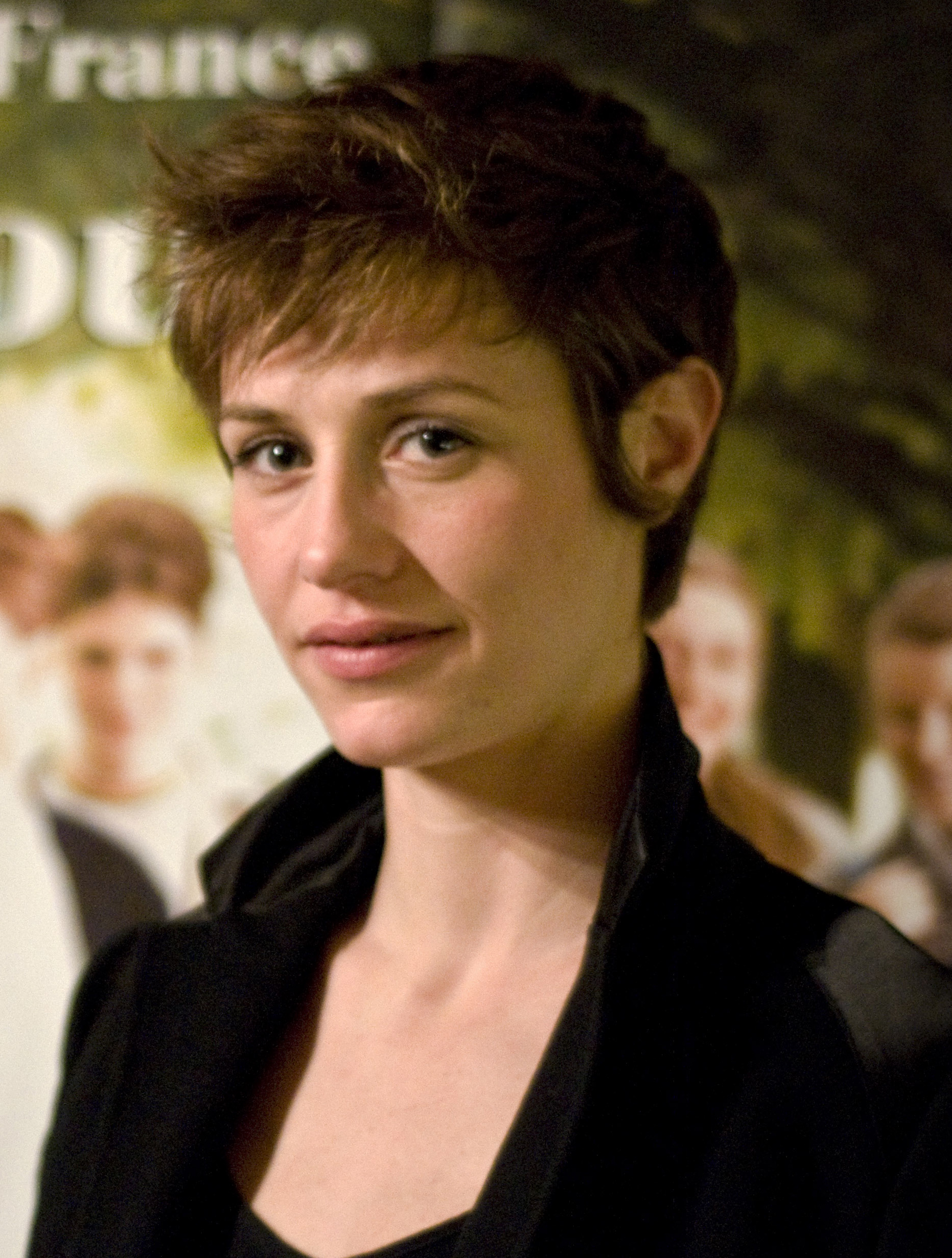
Cécile de France à l'avant-première de Sœur Sourire à Auxerre en avril 2009.

En 2003, elle reçoit le César du meilleur espoir féminin pour L'Auberge espagnole de Cédric Klapisch.
En 2004, elle est choisie pour le rôle de Monique La Roche qui part faire le tour du monde avec Phileas Fogg (Steve Coogan) et Passepartout (Jackie Chan) dans la production hollywoodienne Le Tour du monde en quatre-vingts jours. Cet essai se solde néanmoins par un échec critique et commercial.
L'année suivante, elle retrouve Cédric Klapisch pour Les Poupées russes, la suite de L'Auberge espagnole, qui lui vaut le César de la meilleure actrice dans un second rôle en 2006. Elle tient aussi l'un des rôles principaux de la comédie musicale française J'aurais voulu être un danseur, d'Alain Berliner.
En 2006, elle multiplie les apparitions : d'abord dans le nouveau film choral de Danièle Thompson, Fauteuils d'orchestre ; puis en donnant la réplique à Gérard Depardieu dans le drame remarqué Quand j'étais chanteur, de Xavier Giannoli, puis à Patrick Bruel dans le mélodrame historique Un secret de Claude Miller. 
Elle est aussi à l'affiche de projets plus risqués : tête d'affiche de la comédie romantique Mauvaise Foi, avec et de Roschdy Zem, puis en tenant un second rôle dans la coproduction franco-belge Mon colonel, de Laurent Herbiet.
En 2008, elle retrouve Gérard Depardieu pour le polar L'Instinct de mort, volet no 1 du diptyque de Jean-François Richet, avec Vincent Cassel dans le rôle-titre.
Les années suivantes, elle apparaît en moyenne dans un ou deux films par an, qui la consacrent en tête d'affiche récurrente du cinéma européen et, occasionnellement, mondial.

### Tête d'affiche (années 2010)

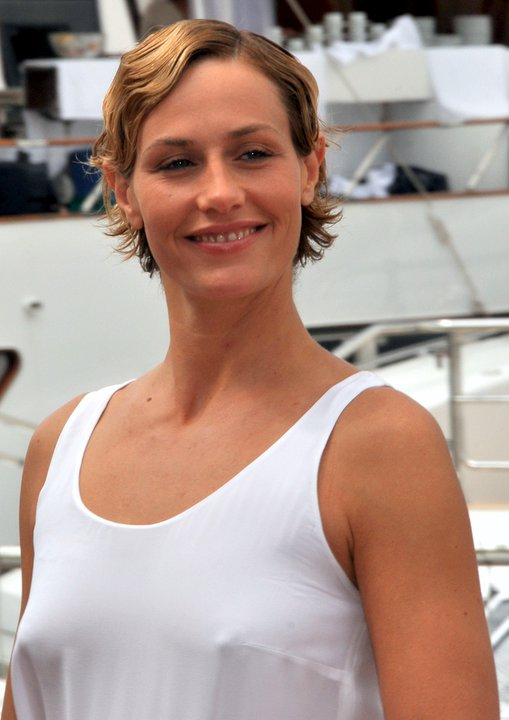
Cécile de France au festival de Cannes 2011 pour Le Gamin au vélo des frères Dardenne.

En 2009, elle est Jeanine Deckers pour le biopic Sœur Sourire de Stijn Coninx, puis tient le rôle principal du polar Gardiens de l'ordre, de Nicolas Boukhrief, entourée de Fred Testot et Julien Boisselier.
Elle retrouve la Belgique avec les frères Malandrin qui lui offrent un rôle de sportive de haut niveau dans Où est la main de l'homme sans tête, un thriller psychologique face au comédien allemand Ulrich Tukur, film tourné quatre ans plus tôt.
En 2011, elle re-tente l'aventure américaine avec le thriller fantastique de Clint Eastwood, Au-delà, aux côtés de Matt Damon, avec notamment Bryce Dallas Howard et Thierry Neuvic. Cette même année, elle est à l'affiche du nouveau film des frères Dardenne, Le Gamin au vélo.
En 2012, elle participe à la comédie dramatique chorale de Karine Silla, Un baiser papillon, et retrouve Xavier Giannoli pour la satire Superstar, portée par Kad Merad.
En 2013, elle revient avec deux projets très exposés : elle partage d'abord l'affiche du polar français Möbius, d'Éric Rochant, avec Jean Dujardin et Tim Roth ; puis revient en décembre dans Casse-tête chinois, de Cédric Klapisch, dans lequel elle retrouve le rôle d'Isabelle. Elle joue également sur scène dans une relecture, sous la direction d'Emmanuel Daumas, d'Anna, la comédie musicale signée Serge Gainsbourg, aux Nuits de Fourvière, à Lyon, puis au Théâtre du Rond-Point, à Paris.

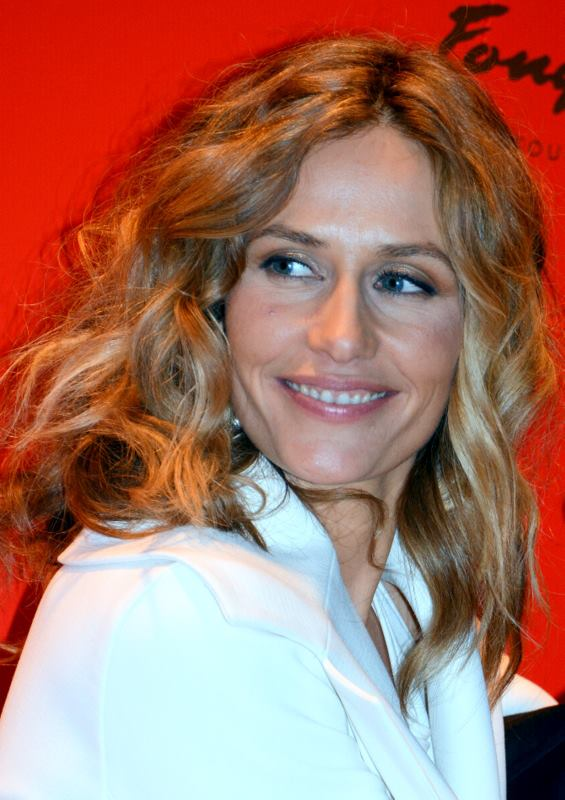
Cécile de France, maîtresse de cérémonie des César 2014.

En 2015, elle donne la réplique à Albert Dupontel dans le drame En équilibre, de Denis Dercourt, puis porte la romance La Belle Saison, écrite et réalisée par Catherine Corsini, avec Izïa Higelin et Noémie Lvovsky. Enfin, elle joue une version fictive d'elle-même dans un épisode de la série à succès Dix pour cent, sous la direction de Cédric Klapisch, qui officie aussi comme producteur du programme.
L'année suivante, elle joue dans le drame historique Le Voyage de Fanny, réalisé par Lola Doillon, dont le casting principal se compose essentiellement d'enfants. Elle surprend aussi en rejoignant la distribution de la mini-série The Young Pope, créée et écrite par l'Italien Paolo Sorrentino. Elle y côtoie le Britannique Jude Law, titulaire du rôle-titre, mais aussi l'Américaine Diane Keaton et la Française Ludivine Sagnier.
En 2017, elle partage l'affiche du biopic Django avec Reda Kateb, titulaire du rôle-titre ; puis celle de la comédie dramatique Ôtez-moi d'un doute avec son compatriote François Damiens.
L'année 2018 débute avec la Berlinale, où elle est membre du jury présidé par le réalisateur allemand Tom Tykwer. Elle conclut l'année en menant la comédie historique Mademoiselle de Joncquières, première incursion du réalisateur français Emmanuel Mouret dans le film d'époque. Elle y a pour partenaires Édouard Baer, Laure Calamy et la jeune Alice Isaaz.
Début 2019, elle renoue avec un registre humoristique, six ans après Casse-tête chinois, en menant le trio féminin de la comédie noire Rebelles, avec Yolande Moreau et Audrey Lamy.
Elle retrouve le rôle qu'elle interprétait dans The Young Pope, dans la suite intitulée The New Pope, où elle côtoie John Malkovich.
En 2022, elle joue le rôle de Chiara, pêcheuse éprise de liberté, dans La Passagère d'Héloïse Pelloquet.

### Participations événementielles

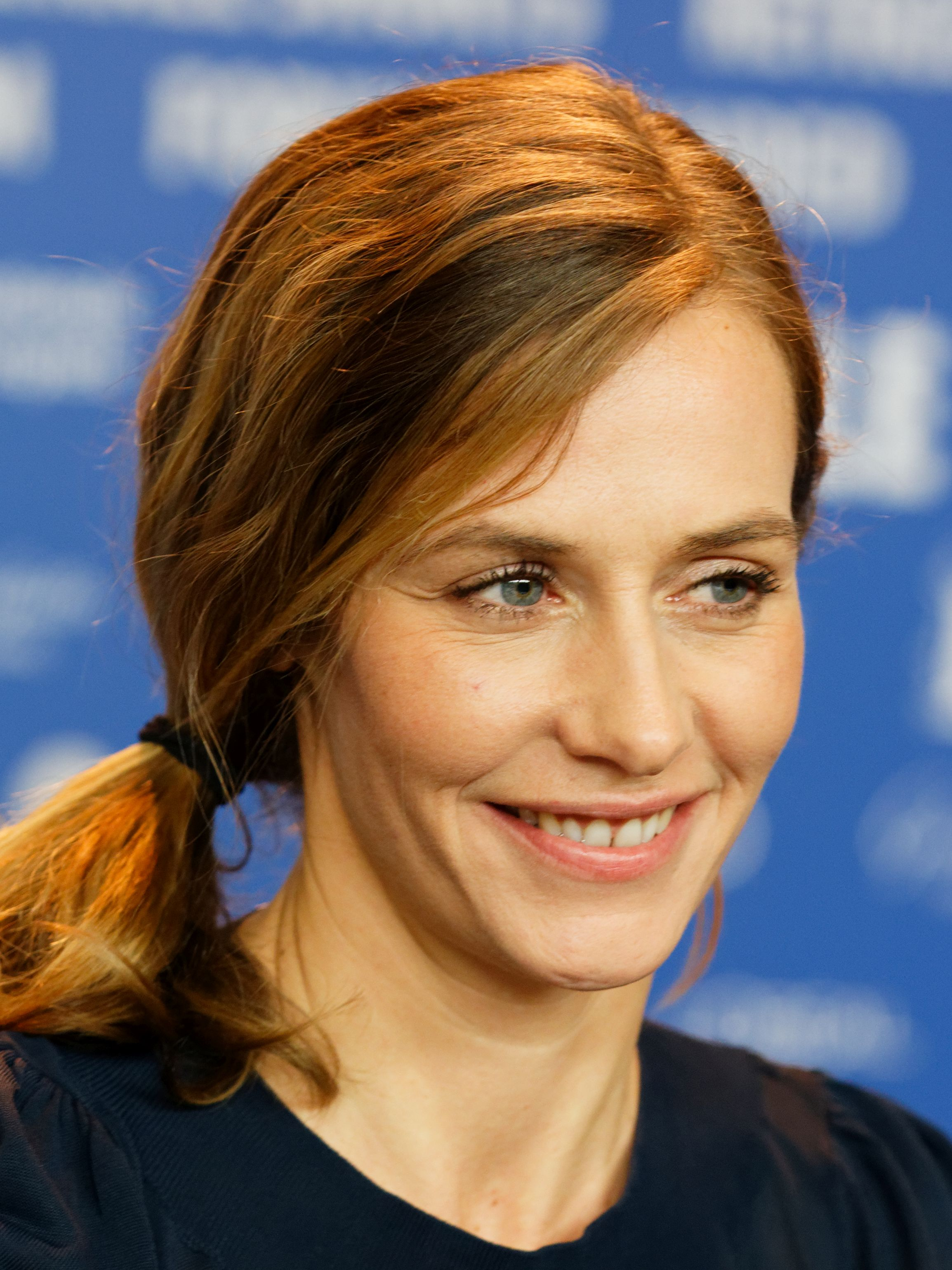
En 2018, membre du jury au festival de Berlin.

- 2004 : jurée au festival du film britannique de Dinard
- 2004 : marraine du Prix de la jeunesse
- 2005 : maîtresse de cérémonie du 58e festival de Cannes
- 2009 :  présidente du festival de La Foa
- 2018 : jurée au 68e festival de Berlin

### Engagement
En septembre 2018, à la suite de la démission de Nicolas Hulot, elle signe avec Juliette Binoche la tribune contre le réchauffement climatique intitulée « Le plus grand défi de l'histoire de l'humanité », qui paraît en une du journal Le Monde, avec pour titre « L'appel de 200 personnalités pour sauver la planète ».

### Vie privée
Cécile de France est en couple avec Guillaume Siron qu’elle a rencontré sur les bancs de l’école supérieure des arts et technique du théâtre en 1997. Ils sont mariés depuis 2006 et ont deux enfants.

### Décoration
- 2018 :  Commandeure du Mérite wallon (C.M.W.)[8].

### Reconnaissance
- 2019 : Elle entre dans l'édition 2020 du Petit Larousse qui la présente comme une actrice ayant changé de registre avec les ans.
- 2024 : Nommée membre de la classe des Arts de l’Académie royale de Belgique[9].

## Filmographie

### Cinéma

#### Longs métrages
- 2001 : L'Art (délicat) de la séduction de Richard Berry : Laure
- 2001 : Toutes les nuits d’Eugène Green : la prostituée aux lunettes
- 2002 : L'Auberge espagnole de Cédric Klapisch : Isabelle
- 2002 : A+ Pollux de Luc Pagès : Pollux
- 2002 : Irène d’Ivan Calbérac : Irène
- 2002 : Regarde-moi (en face) de Marco Nicoletti : Dune
- 2003 : Moi César, 10 ans ½, 1m39 de Richard Berry : Samantha
- 2003 : Haute tension d'Alexandre Aja : Marie
- 2003 : La confiance règne d'Étienne Chatiliez : Crystèle
- 2004 : Le Tour du monde en 80 jours (Around the World in 80 Days), de Frank Coraci : Monique Laroche
- 2005 : Les Poupées russes de Cédric Klapisch : Isabelle
- 2006 : Fauteuils d'orchestre de Danièle Thompson : Jessica
- 2006 : Quand j'étais chanteur de Xavier Giannoli : Marion
- 2006 : Mon colonel de Laurent Herbiet : lieutenant Galois
- 2006 : Mauvaise Foi de Roschdy Zem : Clara
- 2007 : J'aurais voulu être un danseur d'Alain Berliner : Blanche
- 2007 : Où est la main de l'homme sans tête de Guillaume et Stéphane Malandrin : Eva[10]
- 2007 : Un secret de Claude Miller : Tania
- 2008 : L'Instinct de mort, volet no 1 de la Saga Jacques Mesrine de Jean-François Richet : Jeanne Schneider
- 2009 : Sœur Sourire de Stijn Coninx : Jeanine Deckers
- 2009 : Gardiens de l'ordre de Nicolas Boukhrief : Julie
- 2010 : Au-delà (Hereafter) de Clint Eastwood : Marie
- 2011 : Un baiser papillon de Karine Silla : Alice
- 2011 : Le Gamin au vélo de Jean-Pierre et Luc Dardenne : Samantha
- 2012 : Superstar de Xavier Giannoli : Fleur Arnaud
- 2013 : Möbius d'Éric Rochant : Alice
- 2013 : Casse-tête chinois de Cédric Klapisch : Isabelle
- 2015 : En équilibre de Denis Dercourt : Florence
- 2015 : La Belle Saison de Catherine Corsini : Carole
- 2016 : Le Voyage de Fanny[11] de Lola Doillon : Madame Forman
- 2017 : Django d'Étienne Comar : Louise de Klerk
- 2017 : Ôtez-moi d'un doute de Carine Tardieu : Anna

- 2018 : Mademoiselle de Joncquières d'Emmanuel Mouret : Madame de La Pommeraye
- 2019 : Rebelles d'Allan Mauduit : Sandra
- 2019 : Un monde plus grand de Fabienne Berthaud : Corine
- 2019 : Chambord de Laurent Charbonnier : narratrice
- 2021 : The French Dispatch de Wes Anderson : Mrs B
- 2021 : Illusions perdues de Xavier Giannoli : Louise
- 2021 : De son vivant d'Emmanuelle Bercot : Eugénie
- 2022 : Les Jeunes Amants de Carine Tardieu : Jeanne
- 2022 : La Passagère de Héloïse Pelloquet : Chiara
- 2023 : Bonnard, Pierre et Marthe de Martin Provost : Marthe de Méligny
- 2023 : Second Tour d'Albert Dupontel : Mademoiselle Pove
- 2024 : Par amour d'Elise Otzenberger : Sarah
- 2025 : Dalloway de Yann Gozlan : Clarissa
- 2025 : La Venue de l'avenir de Cédric Klapisch : Calixte de la Ferrière

#### Courts métrages
- 1997 : Tous nos vœux de bonheur de Jean-Pierre Améris
- 1998 : Bon appétit ! de Patrice Bauduinet : la fille
- 1999 : Le Dernier Rêve d'Emmanuel Jespers
- 2001 : Le Mariage en papier de Stéphanie Duvivier : Lise
- 2001 : Loup ! de Zoé Galeron : Lucie
- 2002 : 3 jours, 3 euros de Fernand Berenguer
- 2002 : Nervous break down d'Emmanuel Jespers
- 2002 : Il était une femme de Marc Saubain
- 2002 : La Nuit du 6 au 7 de Patrice Bauduinet : Eve
- 2002 : Les Calamars n'écoutent plus la radio de Patrice Bauduinet
- 2008 : D'une vie à l'autre d'Alice Mitterrand : Milla / la jeune mère

### Télévision
- 1997 : La Balle au bond de Williams Crépin
- 1999 : Le Juge est une femme, saison 4 épisode  : Anna
- 2001 : Nana d'Édouard Molinaro : Christine
- 2003 : Les Mythes urbains, saison 1 épisode 9 S.O.S. dépannage de Stéphane Gateau et Emmanuel Jespers : la femme
- 2006 : Chez Maupassant : La Parure de Claude Chabrol : Mathilde Loisel
- 2011 : Hard de Cathy Verney (série TV, saison 2) : Cécile
- 2015 : Dix pour cent, saison 1 épisode 1 Cécile de Cédric Klapisch : Elle-même
- 2016 : The Young Pope de Paolo Sorrentino : Sofia Dubois
- 2020 : The New Pope de Paolo Sorrentino : Sofia Dubois
- 2022 : Abysses : Dr Cécile Roche
- 2023 : Salade grecque : Isabelle

### Clips
- 2000 :  J'pète les plombs de Disiz
- 2004 : vidéo-clip À tes souhaits de M
- 2004 :  I like cash de Beat Assailant
- 2018 : Cinéma de Malik Djoudi

### Doublage
- 2003 : Kaena, la prophétie (Kaena the Prophecy) de Chris Delaporte : Kaena (voix française)
- 2006 : Cars : Quatre Roues (Cars) de John Lasseter et Joe Ranft : Sally Carrera (voix française)[12]
- 2007 : Les Animaux amoureux de Laurent Charbonnier : narration
- 2007 : Blanche-Neige, la suite (Snow White: The Sequel) de Picha : Blanche-Neige
- 2011 : Cars 2 de John Lasseter et Brad Lewis : Sally Carrera (voix française)[12]
- 2014 : Le Peuple miniature (documentaire raconté)
- 2016 : Le Livre de la jungle (The Jungle Book) de Jon Favreau : Louve Raksha (voix française)
- 2017 : Cars 3 de Brian Fee : Sally Carrera (voix française)
- 2017 : Le champ des possibles de Marie-France Barrier (voix off)
- 2020 : Culottées, série d'animation d'après les albums de Pénélope Bagieu

## Théâtre
- 1996 : Dormez je le veux de Georges Feydeau, mise en scène de Benoît Blampain
- 1996 : Une palette rouge sang de Valeria Moretti, mise en scène de Jean Paul Denizon
- 1996 : Le Songe d'une nuit d'été de William Shakespeare, mise en scène de Pierre Pradinas
- 1997 : Variations Strindberg-Feydeau, mise en scène de Nada Strancar
- 1998 : Pour nous, mise en scène de Serguei Issayev
- 1998 : Tu serais un ange tombé du ciel exprès pour nous d'Alexandre Vampilov et Nina Sadour, mise en scène de Serguei Issayev
- 1999-2000 : Électre, de Sophocle, mise en scène de Claudia Stavisky
- 1999 : Le Baladin du monde occidental de John Millington Synge, mise en scène de Philippe Delaigue
- 2001 : Mademoiselle Julie de August Strindberg, mise en scène de Gwenaël Morin
- 2001 : SC35C spectacle de Jean-Michel Frère
- 2008 : Le Temps des cerises de Niels Arestrup, mise en scène Stéphane Hillel, Théâtre de la Madeleine, tournée en France, Belgique et Suisse.
- 2013 : Anna de Serge Gainsbourg, mise en scène Emmanuel Daumas, Nuits de Fourvière, Théâtre du Rond-Point, tournée

## Livres audio
Cécile de France prête sa voix au livre-CD Barouf à San Balajo de Timothée de Fombelle pour lequel elle interprète Lola, la fillette délurée (éd. Père Castor/Flammarion).
Elle prête aussi sa voix pour les livres-CD Les Cygnes sauvages, Peau d’Âne, Barbe bleue sur une musique d'André Serre-Milan.

## Distinctions

### Récompenses
- Festival du Court Métrage de Bruxelles 2000 : Prix d'interprétation
- César 2003 : César du meilleur espoir féminin pour L'Auberge espagnole
- Lumières 2003 : Lumière de la révélation féminine pour L'Auberge espagnole
- Étoiles d'or 2003 : révélation féminine pour L'Auberge espagnole et Irène
- Trophée des femmes en or 2003 : Prix Spécial Révélation Cinéma
- Festival de Berlin 2003 : Shooting Stars
- Festival international du film de Catalogne 2003 : Meilleure actrice pour Haute Tension
- Prix Romy-Schneider 2005
- César 2006 : César de la meilleure actrice dans un second rôle pour Les Poupées russes
- Festival du film de Cabourg 2006 : Swann d'or de la meilleure actrice pour Fauteuils d'orchestre
- Prix Raimu 2006 de la comédienne pour Fauteuils d'orchestre
- Étoiles d'or 2007 : premier rôle féminin pour Quand j'étais chanteur et Mauvaise Foi
- Festival international du film francophone de Namur 2007 : Bayard d'Or de la meilleure comédienne pour Où est la main de l'homme sans tête
- Globe de Cristal 2008 : meilleure actrice pour Un secret
- Académie Charles-Cros 2016 : Coup de cœur Jeune Public automne 2016 pour Georgia avec Timothée de Fombelle, Benjamin Chaud et l'ensemble Contraste[14]

### Nominations
- César : 
  - 2007 : César de la meilleure actrice pour Fauteuils d'orchestre et Quand j'étais chanteur
  - 2008 : César de la meilleure actrice pour Un secret
  - 2016 : César de la meilleure actrice pour La Belle Saison
  - 2019 : César de la meilleure actrice pour Mademoiselle de Joncquières
  - 2022 : César de la meilleure actrice dans un second rôle pour Illusions perdues
- Globes de cristal : 
  - 2019 : Globe de cristal de la meilleure actrice pour Mademoiselle de Joncquières
- Magritte : 
  - 2011 : Magritte de la meilleure actrice pour Sœur Sourire
  - 2012 : Magritte de la meilleure actrice pour Le Gamin au vélo
  - 2018 : Magritte de la meilleure actrice pour Ôtez-moi d'un doute
  - 2019 : Magritte de la meilleure actrice pour Mademoiselle de Joncquières
- Prix du cinéma européen : 
  - 2011 : Prix du cinéma européen de la meilleure actrice pour Le Gamin au vélo
- Prix Lumières : 
  - 2019 : Prix Lumières de la meilleure actrice pour Mademoiselle de Joncquières
- Saturn Awards : 
  - 2011 : Saturn Award de la meilleure actrice pour Au-delà